# João Campos
João Campos (* 22. září 1958, Albufeira) je bývalý portugalský atlet, halový mistr světa v běhu na 3000 metrů z roku 1985.

## Sportovní kariéra
V nejlepší formě byl v polovině 80. let 20. století - v roce 1985 zvítězil v běhu na 3000 metrů při premiéře Světových halových her v atletice (později přejmenovaných na halové mistrovství světa v atletice). V následující sezóně vybojoval bronzovou medaili na stejné trati na evropském halovém šampionátu. Dvakrát startoval na olympijských hrách (1980 a 1984) - vždy bez medailového úspěchu.

## Osobní rekordy
- 1500 metrů - 3:37,68 (1983)
- 3000 metrů - 7:45,70 (1987)
- 5000 metrů - 13:19,10 (1984)